# الكريطية
الكريطية وهي إحدى قرى ناحية الصلاحية التابعة لقضاء الشامية في محافظة الديوانية.

## التأسيس
كبقية ما حولها من القرى التي تقع ضمن منطقة أطراف الكوفة وجدت هذه القرية منذ زمن طويل ويعود تاريخها إلى عهد الخلافة الإسلامية حيث يعتقد انها كانت جزءاً من ولاية الكوفة انذاك

## الواقع الاقتصادي للقرية
تعتمد القرية على زراعة الشلب والحنطة بالدرجة الأولى وعلى تربية الأغنام والأبقار بالمرتبة الثانية كما ان العمران تطور فيها بعد مد طريق الكريطية إلى النجف

## الموقع
يحدها من الشرق مركز ناحية الصلاحية ومن الغرب محافظة النجف ومن الجنوب قرية ام الورد ومن الشمال قرية النجارية، القرية تسكنها عشيرتا العوابد والحجام.

## الاثار الموجودة فيها
يوجد في القرية تل سكان وهو من الاثار العراقية القديمة الغير منقبة لحد الآن.